# Jumorist
Jumorist (in russo Юморист?) è un singolo del rapper russo Face, pubblicato il 12 febbraio 2019 come colonna sonora dal film omonimo.

## Video musicale

Screenshot tratto dal video del brano

Il video musicale, diretto da Michail Idov, è stato reso disponibile in concomitanza con l'uscita del brano e comprende diversi spezzoni presenti nel film.

## Tracce
Testi di Ivan Drëmin, musiche di Payday.
1. Jumorist – 2:23

## Classifiche

### Classifiche settimanali
| Classifica (2019) | Posizione massima |
| ----------------- | ----------------- |
| Lettonia          | 21                |

### Classifiche di fine anno
| Classifica (2019) | Posizione |
| ----------------- | --------- |
| Lettonia          | 91        |